# Накынское месторождение
Накынское месторождение — кимберлитовое поле, расположенное в 300-х километрах от г. Мирный, Якутия. В 1994 году Ботуобинская геологоразведочная экспедиция в Нюрбинском улусе открыла кимберлитовую трубку, названную в честь экспедиции «Ботуобинская». В январе 1996 года была обнаружена ещё одна геофизическая аномалия — кимберлитовая трубка «Нюрбинская». Обе трубки находятся в Накынском рудном поле, скрытые под слоем наносов в 60-80 метров. Трубки оказались богатыми как по содержанию, так и по качеству алмазов. В настоящее время месторождение разрабатываются карьерным способом.

## Нюрбинский ГОК
Один из самых молодых и современных горно-обогатительных комбинатов компании АЛРОСА. Он работает на Накынском рудном поле, добывая алмазы из руды и песков трубки «Нюрбинская». Расположенная неподалеку трубка «Ботуобинская» только строится.
Головной офис Нюрбинского ГОКа находится в городе Мирный, в то время как сами месторождения и разрабатывающие их предприятия располагаются в непосредственной близости от вахтового поселка Накын, расположенного на расстоянии около 200 км к северо-западу от города Нюрба и в 320 км к северо-востоку от города Мирный. Посёлок Накын был основан в 2000 году для освоения месторождений Накынского кимберлитового поля.
С 2000 года на площадке работает сезонная обогатительная фабрика № 15, она обрабатывает пески россыпи «Нюрбинская».
Доля Нюрбинского ГОКа в общей добыче алмазов АЛРОСА в 2013 году — 20 %. По итогам 2013 года комбинат добыл 7,407 миллиона карат алмазов.

## Структура и характеристика объектов
Все работы на Нюрбинских объектах выполняются на основании договоров об оказании услуг с дочерней компанией «АЛРОСА-Нюрба», которой принадлежит лицензия на разведку и добычу. По состоянию на 30 июня 2013 года, АЛРОСА принадлежит 87,5 % акций компании «АЛРОСА-Нюрба», 10 % акций принадлежит Министерству имущественных и земельных отношений Якутии, остальные акции принадлежат другим юридическим и физическим лицам.

### Карьер «Нюрбинский»
Эксплуатация этого карьера началась в 2002 году. В настоящее время разработка месторождения ведется открытым способом. В 2013 году примерная глубина разработки месторождения составляла 255 м. Согласно проекту, разработка открытым способом будет вестись до глубины примерно 570 м.
В 2015 году на кимберлитовой трубке «Нюрбинская» был обнаружен алмаз «Романовы» весом 179 карат.

### Карьер «Ботуобинский»
В настоящее время находится в фазе строительства, вскрышные работы начались в декабре 2012 года. Алмазная трубка «Ботуобинская» была открыта в 1994 году в 3,3 км к юго-западу от трубки «Нюрбинская». Строительство карьера «Ботуобинский» было начато в 2012 году, чтобы компенсировать истощение Нюрбинского месторождения. Предполагается, что строительство карьера будет завершено в 2014 году, и добыча руды начнется в 2015 году. Разработка трубки «Ботуобинская» будет вестись открытым способом. Проектная производственная мощность карьера — 300 тысяч тонн руды в год.

### Россыпные месторождения
Аллювиальные россыпи расположены рядом с карьером «Нюрбинский». Недалеко от карьера «Ботуобинский» также находятся россыпные месторождения, но их эксплуатация начнется через несколько лет после начала эксплуатации карьера.

## Параметры карьера «Нюрбинский»
Проектная глубина карьера «Нюрбинский» — 570 метров, текущая глубина — 272 метра.
Размеры карьера по поверхности — 1945×1050 метров, по дну — 324×105 метров.
Срок отработки карьера — 23 года.

## Особенности работы ГОКа
Руда и пески Нюрбинского ГОКа перерабатываются на обогатительных фабриках № 15 и № 16, ежегодная проектная производительность которых составляет 500 тысяч тонн и 1,4 миллиона тонн руды соответственно.
Обогащение руды на фабрике № 16 ведется в тяжёлых средах с последующей доводкой концентрата рентгенолюминесцентной и жировой сепарацией. Применение процессов тяжелосредной сепарации позволяет значительно снизить нагрузку на участок доводки, что обеспечивает стабильную работу и высокое извлечение алмазов.
По уровню примененных технологий и глубине автоматизации процессов фабрика является одной из самых современных в мировой алмазодобывающей промышленности. На комбинате нет сбросов загрязняющих веществ в окружающую среду, отсутствует сверхлимитное размещение отходов. Это позволяет комбинату иметь статус экологически безопасного производства.

## Статистика
|                   | Трубка       | 2012 | 2013 | 2014 | 2015 | 2016 | 2017 | 2018 | 2019 | 2020 | 2021 |
| ----------------- | ------------ | ---- | ---- | ---- | ---- | ---- | ---- | ---- | ---- | ---- | ---- |
| Алмазы, млн карат | Ботуобинская | —    | —    | —    | 2,4  | ▼1,6 | —    | ▬1,6 | ▲4,7 | ▼3,0 | ▲5,7 |
| Алмазы, млн карат | Нюрбинская   | 7,8  | ▼7,2 | ▬7,2 | ▼4,8 | ▼4,7 | —    | ▼4,6 | ▲4,9 | ▼4,5 | ▼3,5 |

## Топографические карты
Лист карты Q-50-XXVII,XXVIII. Масштаб: 1 : 200 000. Указать дату выпуска/состояния местности.